# سن-کریستف (واله دائوستا)
سن-کریستف (به ایتالیایی: Saint-Christophe) یک کومونه در ایتالیا است که در واله دائوستا واقع شده‌است. سن-کریستف ۱۴ کیلومتر مربع مساحت و ۳٬۲۸۵ نفر جمعیت دارد و ۶۱۹ متر بالاتر از سطح دریا واقع شده‌است.

## خواهرخوانده
شهر بلگارد-سور-والزرین خواهرخواندهٔ سن-کریستف (واله دائوستا) هست.